# Persia White
Persia White (Miami, 25 ottobre 1972) è un'attrice e cantante statunitense.
Persia White è maggiormente conosciuta per aver interpretato Lynn Searcy nella serie televisiva Girlfriends. Nel 2009 ha pubblicato il suo primo album Mecca.

## Carriera
White è apparsa in diversi film indipendenti come Red Letters e Blood Dolls. Ha recitato in alcuni film televisivi come Operation Sadman e Suddenly, dove ha lavorato con Kirstie Alley. La sua carriera televisiva è stata caratterizzate da piccole apparizioni in telefilm come Buffy l'ammazzavampiri, NYPD - New York Police Department, Angel, Brooklyn South, The Steve Harvey Show e da ruoli importanti come quelli ricoperti in Breaker High e in Girlfriends.
Nel 2008 è entrata nel cast di The Fall of Night. Ha anche partecipato al video della canzone Be Ok di Chrisette Michele.
Tra il 2012 e il 2013 ha ricoperto il ruolo della madre di Bonnie nella serie televisiva The Vampire Diaries. Nel 2013 viene diretta da Joseph Morgan nel cortometraggio Revelation.

## Filmografia parziale
- Blue Chips - Basta vincere, non accreditato (1994)
- Frankie D. (1996)
- NYPD - New York Police Department, episodio 3x12 (1996)
- I ragazzi di Malibu, episodio 1x09 (1996)
- Bayside School: la nuova classe, episodio 4x06 (1996)
- Goode Behavior, episodio 1x12 (1996)
- Suddenly (1996)
- Weird Science, episodio 5x04 (1997)
- The Burning Zone, episodio 1x12 (1997)
- Sister, sister, episodio 4x16 (1997)
- The Parent 'Hood, episodio 3x18 (1997)
- Buffy l'ammazzavampiri, 3 episodi (1997)
- Beyond Belief: Fact or Fiction, episodio 1x01 (1997)
- Breaker High, 44 episodi (1997 - 1998)
- Brooklyn South, episodio 1x20 (1998)
- Malcolm & Eddie, episodio 3x10 (1998)
- The Steve Harvey Show, episodio 3x16 (1999)
- Ragazze a Beverly Hills, episodio 3x14 (1999)
- Destini, 1 episodio (1999)
- Girlfriends, 172 episodi (2000 - 2008)
- Operation Sandman (2000)
- Stalled (2000)
- Red Letters (2000)
- Angel, episodio 2x20 (2001)
- Unscripted, episodio 1x08 (2005)
- Earthlings (2005)
- The fall of night (2007)
- Everyday Joe (2007)
- Spoken Word (2009)
- Kiss the Bride (2011)
- Mafia (2011)
- The Vampire Diaries, 18 episodi (2012 - 2017) Abby Bennett
- Dysfunctional Friends (2012)
- The Marriage Chronicles (2012)
- Guardian of Eden (2012)
- Black November (2012)
- No No Games (2012)
- Will & Grace episodio 11x10 (2020)